# Заплати и сдохни
«Заплати́ и сдо́хни» (укр. Заплати і здохни) — дебютний альбом (EP) українського хардкор-гурту «Morphine Suffering». До альбому увійшли 5 композицій. Всі пісні, крім «Свиняча пика», виконані російською мовою.

## Список композицій
| #  | Назва                     | Тривалість |
| -- | ------------------------- | ---------- |
| 1. | «Свиняча пика»            | 1:53       |
| 2. | «Взгляни в себя»          | 3:39       |
| 3. | «Карантин»                | 2:35       |
| 4. | «Под тенью твоих крыльев» | 2:44       |
| 5. | «Пролей свой яд»          | 2:29       |

## Склад гурту на момент запису
- Яша Скорина — вокал
- Владислав Рильський — гітара
- Семен Дядюра — вокал, гітара
- Максим Живолуп — бас-гітара
- Олексій Смага — ударні